# 艾斯梅爾·埃巴迪
艾斯梅爾·埃巴迪（波斯語：‎，1976年8月11日—），是一名伊朗的男子射箭運動員。他曾在2014年亞洲運動會期間收穫個人複合弓金牌和團體複合弓銅牌。